# Bernd Herberger
Bernd Herberger (* 1949) ist ein deutscher Schauspieler. Er wurde u. a. bekannt durch Rollen in Derrick, Der Alte, Der Fahnder und Büro, Büro.

## Leben
Im Jahr 1974 übernahm Herberger eine Nebenrolle in der TV-Serie Der Kommissar (Ohne auf Wiedersehen zu sagen). Es folgte im selben Jahr eine Hauptrolle in dem Film Auch ich war nur ein mittelmäßiger Schüler. 1979 spielte er im Tatort Gefährliche Träume den Dealer Joachim Schanitz. In der Fernsehserie Büro, Büro spielte er die Rolle des Markus Horlacher in insgesamt 26 Folgen der zweiten Staffel. Bernd Herberger studierte später Medizin und führt mittlerweile eine Arztpraxis in München.

## Filmografie (Auswahl)
- 1974: Der Kommissar – Ohne auf Wiedersehen zu sagen
- 1974: Output
- 1976–1988: Derrick (Fernsehserie, in 5 Folgen, verschiedene Rollen)
- 1978: Heroin 4
- 1979: Tatort – Gefährliche Träume – Regie: Günter Gräwert
- 1982: Büro, Büro – in 26 Folgen
- 1982: Dr. Margarete Johnsohn
- 1985: Der Hochzeitstag
- 1986: Der Alte  – Der Mord auf Zimmer 49
- 1986: Der Alte – Tatverdacht
- 1988: Eichbergers besondere Fälle
- 1990–1994: Der Fahnder (Fernsehserie, verschiedene Rollen)
- 1992: Abgetrieben
- 1996: Solange es die Liebe gibt
- 1997: Porträt eines Richters